# Götz von Berlichingen
Götz von Berlichingen, noto anche come: Gottfried von Berlichingen (Württemberg, 1480 circa – Burg Hornberg, 23 luglio 1562), è stato un mercenario tedesco e cavaliere  (Deutscher Ritter).
Nacque attorno al 1480 a Berlichingen, nel Württemberg da una nobile famiglia. Possedeva il castello di Hornberg nei pressi del fiume Neckar nell'odierno Baden-Württemberg. Berlichingen fu reso famoso dallo scrittore e poeta Johann Wolfgang von Goethe, che scrisse una tragedia ispirata alla sua vita. Durante la seconda guerra mondiale, alla diciassettesima Divisione Panzergrenadier delle Waffen SS fu dato il nome "Götz von Berlichingen".

## Biografia
Nel 1497, Berlichingen entrò al servizio di Federico I di Brandeburgo-Ansbach. Nel 1498, combatté nelle armate dell'Imperatore del Sacro Romano Impero Massimiliano I, prendendo parte ad azioni in Borgogna, Lorena e nel Brabante, e nella guerra sveva l'anno successivo. Nel 1500, dopo aver lasciato le file di Federico I, costituì una compagnia di mercenari, vendendo il proprio servizio a numerosi duchi, margravi e baroni.
Nel 1508, Berlichingen e la sua compagnia combatterono per Alberto IV di Baviera. Durante l'assedio della città di Landshut, perse il braccio destro, a causa di una cannonata nemica. L'arto venne sostituito con una protesi di ferro, al giorno d'oggi esposta nel castello di Jagsthausen. Nonostante questa menomazione, Berlichingen continuò la sua guerra privata, spinto principalmente dal desiderio di ricchezza. La maggior parte delle sue battaglie consistevano in incursioni contro ricche città o carovane di mercanti e, occasionalmente, in sequestri di signorotti locali, per poter ottenere un riscatto.

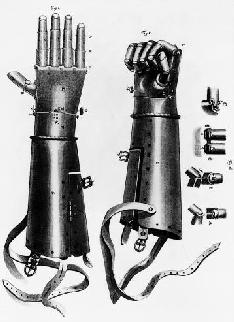
La protesi di ferro di Götz von Berlichingen.

Nel 1512, nei pressi della città di Forchheim, attaccò un gruppo di mercanti di ritorno dalla grande fiera di Lipsia. Venutone a conoscenza, l'Imperatore Massimiliano emise un bando imperiale nei confronti di Berlichingen. Fu rilasciato solamente nel 1514, quando pagò la consistente somma di 14.000 fiorini. Nel 1516, Berlichingen e la sua compagnia attaccarono Assia, catturando Filippo IV, conte di Waldeck. Per la sua liberazione venne pagato un riscatto di 8.400 fiorini. Per questo motivo, Berlichingen venne nuovamente bandito nel 1518.
Nel 1519, si mise al servizio del duca Ulrico di Württemberg, che era in guerra con la Lega sveva. Combatté nella difesa di Möckmühl, ma fu costretto ad arrendersi, a causa dell'esaurimento delle scorte di cibo e munizioni. In violazione dei termini della resa, fu fatto prigioniero e consegnato agli abitanti di Heilbronn, città che aveva più volte saccheggiato. I suoi compagni cavalieri Georg von Frundsberg e Franz von Sickingen trattarono con successo per la sua resa nel 1522, ma solo dietro il pagamento di 2.000 fiorini e la promessa di non vendicarsi nei confronti della Lega.
Nel 1525, con l'esplosione della guerra dei contadini tedeschi, Berlichingen condusse i ribelli nel distretto di Odenwald contro i prìncipi del Sacro Romano Impero. Ciò nonostante, non era (in accordo col suo titolo) un fervente sostenitore della loro causa. Accettò di guidare i ribelli perché non aveva altra scelta, e, in parte, per cercare di contenere gli effetti della ribellione. Nonostante il suo desiderio di evitare inutili violenze, Berlichingen si rese conto di non poter controllare i ribelli e dopo un mese di comando nominale lasciò tale incarico e tornò al castello di Jagsthausen, tenendosi fuori dalla rivolta.
Dopo la vittoria imperiale, fu convocato dalla dieta di Spira per rispondere delle proprie azioni. Il 17 ottobre 1526, fu assolto dalla camera imperiale. Nonostante ciò nel novembre 1528 fu attirato ad 
Augusta dalla Lega sveva, desiderosa di risolvere vecchi problemi. Dopo aver raggiunto Augusta con la promessa di un salvacondotto, mentre si preparava a chiarire le vecchie accuse mosse nei suoi confronti dalla Lega, fu arrestato e fatto prigioniero fino al 1530 quando fu liberato ma solamente dopo aver ribadito il giuramento del 1522 e aver accettato di ritornare al suo castello di Hornberg e rimanere in quelle zone.
Berlichingen accettò queste condizioni, e rimase nei pressi di Hornberg finché l'Imperatore Carlo V lo liberò dal giuramento nel 1540. Combatté per Carlo V nella campagna del 1542 contro l'Impero ottomano di Solimano il Magnifico in Ungheria, e nel 1544 durante l'invasione imperiale della Francia di Francesco I.
Dopo la campagna di Francia, Berlichingen tornò ad Hornberg e condusse in pace il resto della sua vita. Morì il 23 luglio 1562 nel castello di Horneck. Durante la sua lunga vita, Berlichingen fu sposato due volte e lasciò tre figlie e sette figli.